# Klosterskogen Travbane
Klosterskogen Travbane i Skien i Telemark fylke är Norges äldsta travbana och invigdes redan 1920. Travbanan arrangerar traditionellt tävlingar på torsdagar, men har de senaste åren haft något färre tävlingsdagar.

## Arrangemang
Varje år arrangeras påsktrav på både långfredag och påskafton, som brukar locka cirka 10 000 besökare. Banans viktigaste och största lopp är Klosterskogen Grand Prix och Moe Odins Æresløp, men här körs även Thai Tanics Æresløp, E.C. Kohren Lunds minneløp, Sigvart Larsens minneløp, Telemarksløpet och Klosterskogen Allround.

## Om banan
Banan mäter 800 meter och har ett upplopp på 220 meter. Ett open stretch-spår finns på upploppet. Doseringen i kurvorna är 15 %, och banan har en svängradie på 57,5 meter. Banan mäter 21 meter i bredd. Det finns 14 travlag anslutna till banan.